# The Makings of Me
The Makings of Me är det fjärde studioalbumet av den amerikanska R&B-sångerskan Monica, släppt av J Records i USA den 3 oktober 2006. Efter deras samarbete på föregångaren, hit-albumet After the Storm, återförenades sångerskan med Jermaine Dupri och Missy Elliott för att producera stora delar av albumet. Bryan Michael Cox, The Underdogs, Tank, Harold Lilly, Swizz Beatz, Sean Garrett bidrog med ytterligare produktion.
Albumet genererade främst positiv kritik från kritiker och framhävde fyra singlar, men som dock misslyckades att sälja eller nå några kommersiella framgångar. Albumet klättrade till toppen av USA:s R&B-albumlista Billboard Top R&B/Hip-Hop Albums och en hade sjätte plats på Billboard 200, med 328 000 sålda kopior totalt inhemskt. Albumet misslyckades att matcha likartad framgång som föregångaren och albumet blev Monicas minst-säljande musikalbum genom sin karriär. 

## Innehållsförteckning
| Nr  | Titel                                              | Producenter                               | Längd |
| --- | -------------------------------------------------- | ----------------------------------------- | ----- |
| 1.  | Everytime tha Beat Drop (feat. Dem Franchize Boyz) | Jermaine Dupri, LRoc                      | 3:43  |
| 2.  | A Dozen Roses (You Remind Me)                      | Missy Elliott, Cliff Jones, David Lindsey | 3:51  |
| 3.  | Sideline Ho                                        | The Underdogs, Tank                       | 3:45  |
| 4.  | Why Her                                            | J. Dupri, Manuel Seal                     | 4:08  |
| 5.  | Hell No (Leave Home) (feat. Twista)                | Bryan Michael Cox, Sean Garrett           | 4:44  |
| 6.  | Doin' Me Right                                     | Missy Elliott, Lamb & Miguel "Prp" Castro | 3:19  |
| 7.  | Raw (feat. Swizz Beatz)                            | Swizz Beatz, Harold Lilly                 | 3:43  |
| 8.  | My Everything                                      | The Underdogs, Steve Russell              | 3:40  |
| 9.  | Gotta Move On                                      | Missy Elliott, Craig X. Brockman          | 3:44  |
| 10. | Getaway                                            | J. Dupri                                  | 3:36  |

| 11. | Thanks for the Misery                      | Anthony Dent | 3:42 |
| 12. | Everytime tha Beat Drop [Multimedia Track] |              |      |

## Listor
| Lista (2006)                                 | Utgivare               | Topp position | Försäljning |
| -------------------------------------------- | ---------------------- | ------------- | ----------- |
| Kanadas Top 50                               | CRIA/Nielsen SoundScan | 23            |             |
| Japanska Oricon Album Chart                  | Oricon                 | 75            |             |
| Amerikanska Billboard 200                    | Billboard              | 8             | 328,000     |
| Amerikanska Billboard Top Digital Albums     | Billboard              | 8             | 328,000     |
| Amerikanska Billboard Top R&B/Hip-Hop Albums | Billboard              | 1             | 328,000     |

## Release-historik
| Region         | Datum           | Skivbolag |
| -------------- | --------------- | --------- |
| USA            | 3 oktober 2006  | J         |
| Kanada         | 10 oktober 2006 | J         |
| Storbritannien | 9 december 2006 | J         |

## Personal

### Produktion
- Albumproducenter: Clive Davis, Monica, Lary Jackson
- Chefs prod.: Monica Arnold, Jermaine Dupri
- Associativ chefs prod.: Melinda Dancil
- Sångassistans: Missy Elliott, Tweet
- Teknik: Angelo Aponte, Corte Ellis, Paul J. Falcone, John Horesco IV, Samuel "Vaughan" Merrick, Tadd Mingo, Vernon Mungo, Sam Thomas
- Mastering: David Kutch
- Design: Jane Morledge
- Reklamformgivare: Chris Lebeau
- Fotografering: Markus Klinko and Indrani
- Mode: GK Reid

### Albumomslag
- Monica - The Makings of Me